# Баумгартнер, Грегор
Гре́гор Ба́умгартнер (нем. Gregor Baumgartner, 13 июля 1979, Капфенберг, Австрия) — австрийский хоккеист, крайний нападающий.
Воспитанник хоккейной школы ХК «Капфбенбергер». Выступал за «Лаваль Тайтен» (QMJHL), «Мичиган К-Уингз» (ИХЛ), «Юта Гриззлиз» (ИХЛ / АХЛ), «Оклахома-Сити Блэйзерс» (КХЛ), «Пенсакола Айс-Пайлотс» (ECHL), «Вьенна Кэпиталс», «Ред Булл» (Зальцбург), ХК Линц.
В составе сборной Австрии участник чемпионатов мира 2000, 2007, 2009 и 2012 (дивизион I). В составе молодежной сборной Австрии участник чемпионата мира 1996 (группа B). В составе юниорской сборной Австрии участник чемпионата Европы 1996 (группа С).

## Достижения
- Чемпион Австрии (2005, 2012)